# Pień płucny
Pień płucny (łac. truncus pulmonalis, ang. pulmonary trunk) – w anatomii człowieka główna tętnica krążenia małego, prowadząca krew odtlenowaną z serca do płuc.
Pień płucny wychodzi z prawej komory serca jako przedłużenie stożka tętniczego. Miejsce jego początku, czyli ujście pnia płucnego (łac. ostium trunci pulmonalis), ma kształt regularnego koła o obwodzie przeciętnie 68–72 mm u dorosłego człowieka. Przepływ krwi regulowany jest w tym miejscu przez zastawkę pnia płucnego, zapobiegającą cofaniu się krwi z pnia płucnego do prawej komory. Złożona jest ona z trzech płatków półksiężycowatych (przedniego, prawego i lewego), którym odpowiadają trzy zatoki pnia płucnego (łac. sinus trunci pulmonalis) – kieszonkowate wypuklenia ściany pnia płucnego położone bezpośrednio za płatkami zastawki. 
Początek pnia płucnego położony jest nieco do przodu, na lewo i powyżej ujścia aorty. Leżąc początkowo z przodu aorty, pień płucny następnie przechodzi na jej lewą stronę, kierując się ukośnie ku górze, na lewo i ku tyłowi. Jego długość wynosi 40–60 mm, a średnica około 30 mm. Tuż poniżej wklęsłości łuku aorty, na wysokości od czwartego do szóstego kręgu piersiowego, dzieli się na dwie tętnice płucne – prawą i lewą. W życiu płodowym przedłużeniem pnia płucnego jest przewód tętniczy, po urodzeniu zarastający i pozostający jedynie jako więzadło tętnicze – włókniste pasmo tkanki łącznej, odchodzące od górnej powierzchni miejsca podziału pnia płucnego lub od początkowego odcinka tętnicy płucnej lewej i dochodzące do dolnej powierzchni łuku aorty. 
Pień płucny prawie w całości, niemal do miejsca podziału na tętnice płucne i przyczepu więzadła tętniczego, położony jest wewnątrzosierdziowo, przykryty fałdami osierdzia, utworzonymi z przechodzących w siebie blaszek ściennej i trzewnej, tworzącymi szczelinę w osierdziu wypuszczającą z serca wychodzące z niego naczynia tętnicze (wrota tętnicze).
Pień płucny unerwiony jest przez splot sercowy i przez nerwy sercowe z części szyjnej pnia współczulnego.  